# 韓国鉄道8100形電気機関車
韓国鉄道8100形電気機関車（8100がたでんききかんしゃ）は、韓国鉄道公社で使用されている電気機関車である。
シーメンス形式はES64F、大宇重工業形式はDLE-01(Daewoo Locomotive Electric-01)である。
8000形の置き換え用として導入されたものの、複数の欠陥が見つかったため製造されたのは2両のみとなった。

## 導入の経緯
大宇重工業は、国産初の電気機関車である8091～8094号機(8000形)を製造したが、技術的な問題により故障が多発した。そのため1990年に導入は打ち切られ、新開発の電気機関車を導入することとなった。1995年11月、大宇重工業はシーメンスとユーロスプリンターのES64Fをベースにした車両を製造する契約を結び、1998年に8101～8102号機が試運転を開始した。
しかし、出力は大きい上に動輪の数が少ないため、空転が起きやすい。また、試験走行区間であった架線状態が悪い中央線と太白線でパンタグラフが反対方向に折れるなどの問題があったため、2両で製造が打ち切られた。また、本車両は量産型である8200形とは異なり、客車への電源供給機能を持っておらず、本車両を用いた旅客運用では電源車が必要になるなどの問題点もあった。これらにより、8200形が2003年から導入されて以降は稼働率が下がった。

## 仕様
基本的な仕様は量産型の8200形に引き継がれたが、前述のとおり客車への電源供給機能を持たない。また、駆動時の音も異なっている。

## 運用
導入当初は、中央線・太白線・嶺東線の一部列車と清涼里～江陵間を結ぶセマウル号で使用されていた。現在は貨物用として時々運行されている。